# Ann Glover
Goody Ann Glover († 16. November 1688 in Boston) war die letzte Person, die in Boston als Hexe gehängt wurde. Der Fall war zu dem Zeitpunkt ein Einzelfall, in Massachusetts hatte es bis dahin im ganzen 17. Jahrhundert etwa zehn Fälle gegeben. Wenige Jahre nach ihrem Tod kam es 1692 zu der großen Welle der Hexenprozesse von Salem, die sich vom nahe gelegenen Salem aus auch bis Boston ausbreitete. Für viele dortige Fälle wurde Ann Glovers Prozess als Blaupause genommen.

## Berichte

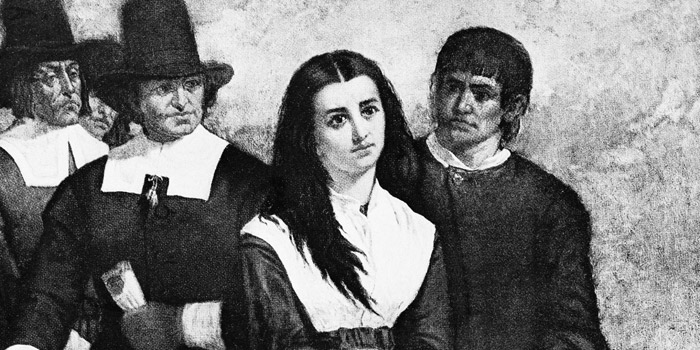
Schwarzweiß-Ausschnitt aus dem Gemälde Witch Hill (The Salem Martyr) von Thomas Satterwhite Noble, 1869, Museum der New-York Historical Society

Der Prozess gegen Ann Glover ist in offiziellen Aufzeichnungen nicht zu finden, vermutlich weil er während der kurzen und umstrittenen Herrschaft des königlich ernannten Gouverneurs der Dominion of New England, Edmund Andros, stattfand.
Es gibt vier primäre zeitgenössische Quellen für die Anschuldigungen und den Prozess gegen Glover sowie ihre Hinrichtung:
1. Cotton Mathers Memorable Providences von 1689.[4] Mathers Schrift ist die ausführlichste Behandlung des Prozesses, die er als eine von vielen Pamphleten in seinem Kampf gegen die Aufweichung des orthodoxen Puritanismus und die Säkularisierung der amerikanischen Kolonien schrieb.
2. Das Tagebuch des Richters Samuel Sewall ist wichtig, da es die einzige Quelle ist, die Glovers Hinrichtung datiert (16. November 1688, 11 Uhr morgens) und einige der beteiligten Personen auflistet, die im Auftrag der Dominion-Regierung handelten: „The widow Glover is drawn by to be hanged. Mr. Larkin seems to be Marshal. The Constables attend, and Justice Bullivant there.“[5]
3. Bericht von Joshua Moody in seinem Brief an Increase Mather, datiert auf den 4. Oktober 1688.[6]
4. More Wonders of the Invisible World, geschrieben vom Bostoner Kaufmann Robert Calef von 1700.[7] Calef beschuldigt Mather, er sei “the most active and forward of any Minister in the Country in those matters, taking home one of the Children, and managing such intreagues with that Child, and after printing such an Account of the whole, in his Memorable Providences, as conduced much to the kindling thofe Flames, that in Sir Williams time [1692] threatned the devouring this Country”.[7]

Darüber hinaus gibt es zahlreiche spätere Quellen und Überlegungen, die die Biographie um Fiktives erweitern und über die Ursachen der Ereignisse unbewiesene Spekulationen enthalten. Die Darstellung folgt den primären Quellen.

## Leben, Prozess und Hinrichtung
Alles, was über Ann Glovers frühes Leben gesagt werden kann, ist, dass sie in Irland geboren wurde und vermutlich zu den Iren gehörte, die nach Cromwells Invasion in Irland 1649 als Sklaven nach Barbados deportiert wurden.
Um 1680 lebten Ann und ihre Tochter Mary in Boston – damals Teil der Massachusetts Bay Colony – wo sie als Haushälterinnen für John Goodwin arbeiteten. Im Sommer 1688 beschuldigte Martha Goodwin, die 13-jährige Tochter ihres Arbeitgebers, Ann Glovers Tochter, Wäsche zu stehlen. Dies veranlasste Ann zu einem heftigen Streit mit Martha und den übrigen Goodwin-Kindern, der dann angeblich dazu führte, dass sie krank wurden und anfingen, sich seltsam zu verhalten. Der herbeigerufene Arzt vermutete, dass es sich um Hexerei handelte, da er keine andere Diagnose stellen oder die Kinder heilen konnte.
Glover wurde verhaftet und wegen Hexerei angeklagt. Ihre Antworten konnten nicht verstanden werden, und eine Zeit lang dachten ihre Ankläger, sie würde eine Sprache des Teufels sprechen, aber es wurde klar, dass dies nicht der Fall war. In den Worten ihres führenden Anklägers, des Reverend Cotton Mather, „konnte das Gericht keine Antwort von ihr erhalten, außer in der irischen Sprache, die ihre Muttersprache war“. Zu diesem Zeitpunkt hatte sie offenbar die Fähigkeit verloren, Englisch zu sprechen, obwohl sie es noch verstehen konnte. Es wurde ein Dolmetscher für sie gefunden und der Prozess wurde fortgesetzt.
Cotton Mather schreibt, Glover sei „eine skandalöse alte Irin, sehr arm, eine römische Katholikin und hartnäckig im Götzendienst“. Bei ihrem Prozess wurde von ihr verlangt, das Vaterunser zu sprechen. Sie rezitierte es in Irisch und gebrochenem Latein, war aber nicht in der Lage, es in Englisch zu sprechen. Die Unfähigkeit, das Vaterunser zu rezitieren, wurde als Zeichen für eine Hexe angenommen. Ihr Haus wurde durchsucht und es wurden „kleine Abbilder“ oder puppenähnliche Figuren gefunden. Als Mather sie verhörte, soll sie gesagt haben, dass sie zu einer Schar von Geistern bete, und Mather nahm dies so auf, dass es sich bei diesen Geistern um Dämonen handelte. Mather besuchte Glover im Gefängnis, wo er ermittelte, dass sie angeblich nächtliche Stelldichein mit dem Teufel und anderen bösen Geistern hatte.
Geprüft wurde, ob Ann Glover nicht bei klarem Verstand und möglicherweise geisteskrank sein könnte. Fünf der sechs Ärzte, die sie untersuchten, befanden sie jedoch für zurechnungsfähig. Sie wurde daher für schuldig befunden und zum Tode durch den Strang verurteilt.
Am 16. November 1688 wurde Glover in Boston begleitet von einer verhöhnenden Menge gehängt. Als sie zum Hängen hinausgeführt wurde, soll sie gesagt haben, dass ihr Tod die Kinder nicht von ihrer Krankheit befreien würde. Einer anderen Überlieferung zufolge formulierte sie, dass die Kinder weiter leiden würden, weil sie nicht die einzige Hexe wäre, die sie heimgesucht hätten. Sie weigerte sich aber die anderen Hexen zu nennen. In einer dritten Variante sagte sie, dass es sinnlos sei, sie zu töten, weil es jemand anderes gewesen wäre, der die Kinder verhext hätte. Robert Calef, der sie kannte, schreibt: „Goody Glover war eine verachtete, verrückte, arme alte Frau, eine irische Katholikin, der der Prozess gemacht wurde, weil sie die Goodwin-Kinder verhext hatte. Ihr Verhalten bei ihrer Verhandlung war wie das einer Verwirrten. Sie haben sie grausam behandelt. Die Beweise gegen sie waren völlig unzureichend. Die Geschworenen sprachen sie schuldig. Sie wurde gehängt. Sie starb als Katholikin.“
Anns Tochter Mary erlitt gemäß den weniger zuverlässigen Zusatzberichten zufolge einen mentalen Zusammenbruch durch die Belastung des Prozesses ihrer Mutter: „Ihr Verstand gab unter der Belastung nach“, und sie beendete ihre Tage „als rasende Verrückte“.

## Nachleben

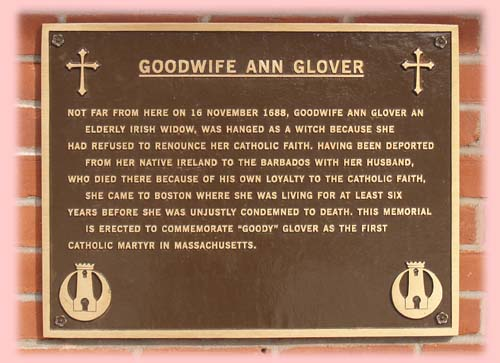
Gedenkplakette an der Kirche der katholischen Pfarrei Unserer Lieben Frau vom Sieg, North End, Boston, aufgehängt am 300. Todestag 1988

Dreihundert Jahre später, 1988, erklärte der Stadtrat von Boston den 16. November zum Goody Glover Day. Sie ist das einzige Opfer der Hexenhysterie in der Massachusetts Bay Colony, dem eine solche Ehrung zuteilwurde.
Das Gedenken wird teilweise in den Kontext gestellt, dass Glover ein Beispiel für „den Umgang mit katholischen, irischen Sklaven“ im Neuengland des 17. Jahrhunderts ist. Dies hält einer näheren Untersuchung aber nicht stand und ist späteren Zudichtungen zuzuschreiben. In den Primärquellen belegt ist, dass „Glover was scapegoated and murdered by Puritans on a charge of witchcraft because they fanatically believed that she was a witch in league with the devil and not because she was (a) Irish (b) a Catholic or (c) an Irish speaker“.
Judy Chicago widmete Ann Glover eine Inschrift auf den dreieckigen Bodenfliesen des Heritage Floor ihrer 1974 bis 1979 entstandenen Installation The Dinner Party. Die mit dem Namen Goody Glover beschrifteten Porzellanfliesen sind dem Platz mit dem Gedeck für Petronilla de Meath  zugeordnet.